# Concezio Petrucci
Concezio Petrucci (San Paolo di Civitate, 23 settembre 1902 – Roma, 25 marzo 1946) è stato un architetto e urbanista italiano.

## Biografia
Concezio Petrucci nasce a San Paolo di Civitate in provincia di Foggia, città alla quale resterà sempre legato. Compie i suoi studi presso la scuola dei Salesiani a Gualdo Tadino. Nel 1926 è uno dei primi dieci laureati presso la Regia Scuola di Architettura in Roma allievo di Gustavo Giovannoni. Tre anni dopo a Firenze insegna urbanistica nella facoltà di architettura appena formatasi. Dal 1930 al 1933 dirige l'ufficio urbanistico del comune di Bari. La sua carriera professionale risente fortemente della sua amicizia con Araldo di Crollalanza personalità di rilievo del fascismo e ne segue le sue fortune politiche (Araldo di Crollalanza sarà Podestà di Bari, Deputato, Ministro dei Lavori Pubblici e presidente dell'Opera Nazionale Combattenti) 

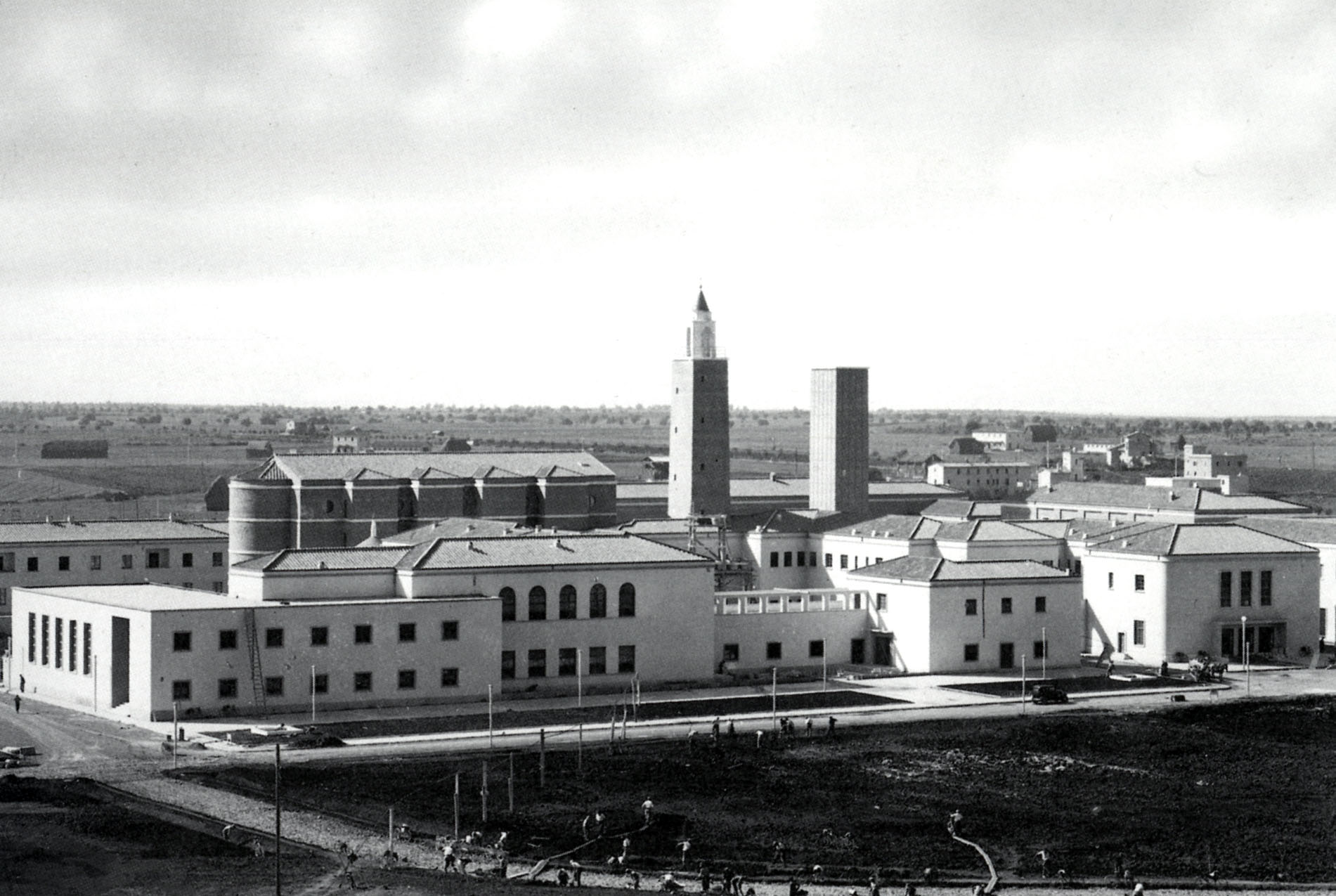
Aprilia nel 1936 progettata da Petrucci in collaborazione con altri architetti

Petrucci partecipa attivamente al dibattito sull'architettura che si era aperto in Italia in quegli anni, il regime fascista infatti, nonostante stia portando avanti un rilevante programma di opere pubbliche, non privilegia ufficialmente, contrariamente a quello che comunemente si pensa, uno stile architettonico ben preciso. Gli architetti che si dividono gli incarichi per la progettazione delle opere pubbliche, ovviamente tutti fascisti per convinzione o per opportunismo, manifestano orientamenti diversi nei riguardi della cultura architettonica, anche in accesa polemica fra di loro. Schematicamente si possono individuare in quegli anni tre atteggiamenti fondamentali: alcuni architetti, soprattutto i più giovani, aderiscono entusiasticamente alle idee del Movimento Moderno, altri, all'opposto, progettano assecondando la tendenza al monumentalismo propagandistico del regime, altri ancora tentano d'integrare il Razionalismo nella tradizione architettonica italiana.
Concezio Petrucci non condivide le idee propagandate dalle due mostre del MIAR (Movimento italiano per l'architettura razionale a cui aderiscono Figini e Pollini, con Guido Frette, Adalberto Libera, Giuseppe Terragni, Larco, Rava, Castagnoli ed altri), e firma il manifesto del RAMI, Raggruppamento Architetti Moderni Italiani, movimento ispirato da Alberto Calza Bini segretario del sindacato degli architetti fascisti, che proponeva un compromesso fra le nuove idee e la tradizione dell'architettura italiana insieme con Luigi Moretti, Mario Paniconi, Giulio Pediconi, Luigi Ciarrocchi, Mario De Renzi, Mario Marchi, Giuseppe Nicolosi, Oscar Seno, Mario Luciano Tufaroli, Costantino Vetriani.
Nel 1936-7 Petrucci è oramai uno degli architetti di punta del regime, con l'appoggio di Araldo di Crollalanza e di Gustavo Giovannoni ed a capo del gruppo 2PST (Petrucci, Emanuele Filiberto Paolini, Riccardo Silenzi, Mario Luciano Tufaroli) vince i concorsi per le città di fondazione di Aprilia in provincia di Latina, Pomezia in provincia di Roma e Fertilia in provincia di Sassari. Questi tre incarichi scatenano non poche polemiche soprattutto perché vengono esclusi i progetti di altri gruppi di architetti emergenti come Fariello, Muratori, Ludovico Quaroni, Giorgio Calza Bini, Roberto Nicolini, Eugenio Montuori, Luigi Piccinato ritenuti più innovativi e legati alla figura di Marcello Piacentini l'architetto più rappresentativo del regime fascista.
In seguito Araldo di Crollalanza, diventato presidente dell'Opera Nazionale Combattenti, senza indire un concorso, gli affida l'incarico di redigere il Piano Generale Urbanistico della Bonifica del Tavoliere. Nell'ambito di questo lavoro Petrucci progetta il piano regolatore e gli edifici pubblici per la borgata rurale di Segezia posta a 11 km da Foggia, probabilmente il suo lavoro più originale e riuscito.
Nonostante sia stato indubbiamente uno degli architetti di riferimento del regime fascista, molto vicino ad Araldo di Crollalanza e Gustavo Giovannoni, in privato assunse comportamenti non ortodossi sposando segretamente, in piene leggi razziali, Hilde Brat ebrea tedesca fuggita dalla Germania nazista. La donna aveva lasciato in Germania, con il precedente marito, un figlio che poi morirà in campo di concentramento. Nel 1943 rifiutò l'invito di Araldo di Crollalanza di aderire alla Repubblica Sociale ma pagò comunque il suo coinvolgimento con il fascismo con un periodo di emarginazione professionale.
Nel 1946, quando stava cominciando a reinserirsi nella professione, morì colpito accidentalmente da un sasso lanciato da un ponte del Lungotevere a Roma. La sua complessa vicenda umana è stata narrata dalla figlia Flaminia Petrucci, moglie dello scrittore Enzo Siciliano, nel libro Uova di luce, Ancona, peQuod, 2004 e nel libro dello stesso Siciliano La notte matrigna, Milano, Mondadori, 1975.

## Lavori e progetti
- Piano Regolatore e diradamento edilizio di Bari Vecchia
- Piano regolatore di Bari (in particolare si deve a lui la sistemazione del Lungomare)
- Liceo Ginnasio Cirillo- Bari (PDF), su casadellarchitettura.eu. URL consultato il 5 gennaio 2013 (archiviato dall'url originale il 4 marzo 2016).; ora Liceo Classico Quinto Orazio Flacco
- Scuola Superiore di Scienze Economiche, Bari
- Piano regolatore ed edifici pubblici ad Aprilia (LT)
- Piano regolatore ed edifici pubblici a Pomezia (RM)
- Piano regolatore ed edifici pubblici a Fertilia, frazione di Alghero
- Chiesa di San Michele Arcangelo (Foggia), 1934
- Sede dell'Opera Nazionale Combattenti (oggi Consorzio di Bonifica), Foggia
- Villa Cernò, Bari-Carbonara, 1938
- Piano Regolatore di Sassari, 1938
- Piano Generale Urbanistico della Bonifica del Tavoliere (Foggia)
- Centro Comunale di Segezia, Foggia, 1938-1942
- Piano Regolatore di Chieti-Scalo
- Piano di ricostruzione della città di Cassino, 1945